# Kopparvallen
Kopparvallen é um estádio de futebol localizado em Åtvidaberg, Suécia.

Foi inaugurado em 1920.

Tem capacidade para 8 600 pessoas, e recebe os jogos do clube Åtvidabergs FF.